# Les bois sont pleins de coucous
Pour plus de détails, voir Fiche technique et Distribution.
Les bois sont pleins de coucous (The Woods Are Full of Cuckoos) est un cartoon Merrie Melodies réalisé par Frank Tashlin en 1937.

## Fiche technique
Source IMDb
- Réalisation : Frank Tashlin
- Scénariste : Melvin Millar
- Musique, bande originale : Carl W. Stalling
- Montage : Treg Brown
- Production : Leon Schlesinger Studios
- Pays de production : États-Unis
- Langue : anglais
- Genre : court métrage de dessin animé comique
- Format : couleur - 35 mm - 1,37:1 - son mono - procédé cinématographique : sphérique
- Durée : 7 minutes 18 secondes
- Métrage : 198 mètres (1 bobine)
- Date de sortie : 
  - États-Unis : 4 décembre 1937

### Animation
Animateurs :
- Robert Bentley (seule personne de l'équipe au générique)
- Joe D'Igalo
- Nelson Demorest
- Volney White (en)

Conception de personnages :
- T. Hee (Thornton Hee)

Supervision des décors :
- Art Loomer

Décors :
- Al Tarter

## Distribution
Voix originales américaines (personne n'est au générique) :
- Mel Blanc : Mr. Growlin, Alexander Owlcott, Milton Squirrel, Walter Finchell et Jack Bunny
- Sara Berner : Louella Possums et Martha Bray
- Lorraine Bridges (en) : Grace Moose et Lily Swans
- Peter Lind Hayes (en) : Ben Birdie
- VCliff Nazarro (en) : Eddie Gander et Bing Crowsby
- Tedd Pierce : Ben Birdie, Tizzie Fish et Jack Bunny
- Eloise Spann : Deanna Terrapin
- Georgia Stark : Grace Moose, Lily Swans et Deanna Terrapin
- Danny Webb (en) : Joe Penguin, Al Goatson, Andy Bovine et Second Happiness Boy

Voix françaises :
- Michel Mella

## Musiques
Aucune chanson ou musique n'est au générique :
- The Woods Are Full of Cuckoos (1937)

Musique par J. Fred Coots, paroles de Charles Newman. Chantée par divers personnages.
- How Could You? (1936)

Musique par Harry Warren, paroles d'Al Dubin. Chantée par la caricature nommée « Moutha Bray »
- Old Folks at Home (1851) (Swanee River)

Chanson écrite par Stephen Foster, chantée par le personnage Mr. Growlin interprété par Mel Blanc.
- I'm Wearin' My Green Fedora (1934)

Musique par Joseph Meyer, paroles de Al Lewis et Al Sherman. Chantée par la caricature nommée « Joe Penguin ».
- The Lady in Red (en) (1935)

Musique par Allie Wrubel.
- She'll Be Comin' Round the Mountain

Chanson traditionnelle.
- Shine On, Harvest Moon (1908)

Musique par Nora Bayes.
- The Lady Who Couldn't Be Kissed (1935)

Musique par Harry Warren.
- Here Comes the Sandman (1937)

Musique par Harry Warren
- Are You from Dixie? ('Cause I'm from Dixie, Too!') (1915)

Musique par George L. Cobb
- On the Rue de la Paix

Musique par Werner R. Heymann, paroles de Ted Koehler. Chantée par Billy Goat et Ernie Bear sur l'air de How Do You Do, and How Are You?